# Лос-Анджелес Доджерс
«Лос-Анджелес Доджерс» (англ. Los Angeles Dodgers) професійна бейсбольна команда, що базується в місті Лос-Анджелес у штаті Каліфорнія. Команда є членом Західного Дивізіону, Національної бейсбольної ліги, Головної бейсбольної ліги.
Домашнім полем для Лос-Анджелес Доджерс є Доджерс Стадіум.
Команда заснована у 1883 в районі Бруклін  міста Нью-Йорк, (штат Нью-Йорк). У 1958 переїхала до міста Лос-Анджелес.
Команда у різні роки грала під різними назвами:
- Бруклін Атлантикс, 1884
- Бруклін Ґрайс, 1885–1887
- Бруклін Брайдґрумс, 1888–1890, 1896–1898
- Бруклін Ґрумс, 1891–1895
- Бруклін Супербас, 1899–1910, 1913
- Бруклін Доджерс, 1911–1912
- Бруклін Робинс, 1914–1931
- Бруклін Доджерс, 1932–1958
- Лос-Анджелес Доджерс, 1958 — донині.

Доджерс виграли Світову серію (чемпіонат США з бейсболу) у 1955, 1959 1963, 1965, 1981, 1988 та 2020 роках.

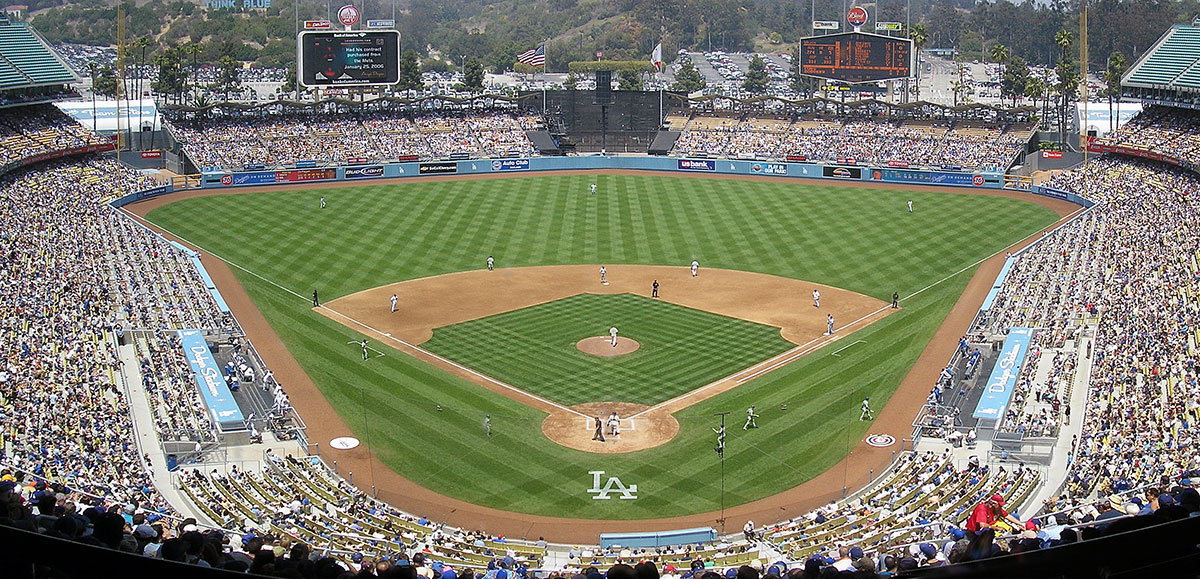
Доджерс Стадіум

## Виступи в післясезонні
| Рік     | Гра Вайлд-кард      | Гра Вайлд-кард | Дивізійна серія НЛ    | Дивізійна серія НЛ | Чемпіонська серія НЛ | Чемпіонська серія НЛ | Світова серія     | Світова серія |
| ------- | ------------------- | -------------- | --------------------- | ------------------ | -------------------- | -------------------- | ----------------- | ------------- |
| 1889[A] | Не гралася          | Не гралася     | Не гралася            | Не гралася         | Не гралася           | Не гралася           | Нью-Йорк Джаєнтс  | 3:6           |
| 1890[A] | Не гралася          | Не гралася     | Не гралася            | Не гралася         | Не гралася           | Не гралася           | Луїсвілл Колонелз | 3:3:1         |
| 1900[B] | Не гралася          | Не гралася     | Не гралася            | Не гралася         | Не гралася           | Не гралася           | Піттсбург Пайретс | 4:1[C]        |
| 1916[D] | Не гралася          | Не гралася     | Не гралася            | Не гралася         | Не гралася           | Не гралася           | Бостон Ред Сокс   | 1:4           |
| 1920[D] | Не гралася          | Не гралася     | Не гралася            | Не гралася         | Не гралася           | Не гралася           | Клівленд Індіенз  | 2:5           |
| 1941[E] | Не гралася          | Не гралася     | Не гралася            | Не гралася         | Не гралася           | Не гралася           | Нью-Йорк Янкіз    | 1:4           |
| 1947[E] | Не гралася          | Не гралася     | Не гралася            | Не гралася         | Не гралася           | Не гралася           | Нью-Йорк Янкіз    | 3:4           |
| 1949[E] | Не гралася          | Не гралася     | Не гралася            | Не гралася         | Не гралася           | Не гралася           | Нью-Йорк Янкіз    | 1:4           |
| 1952[E] | Не гралася          | Не гралася     | Не гралася            | Не гралася         | Не гралася           | Не гралася           | Нью-Йорк Янкіз    | 3:4           |
| 1953[E] | Не гралася          | Не гралася     | Не гралася            | Не гралася         | Не гралася           | Не гралася           | Нью-Йорк Янкіз    | 2:4           |
| 1955[E] | Не гралася          | Не гралася     | Не гралася            | Не гралася         | Не гралася           | Не гралася           | Нью-Йорк Янкіз    | 4:3           |
| 1956[E] | Не гралася          | Не гралася     | Не гралася            | Не гралася         | Не гралася           | Не гралася           | Нью-Йорк Янкіз    | 3:4           |
| 1959[F] | Не гралася          | Не гралася     | Не гралася            | Не гралася         | Не гралася           | Не гралася           | Чикаго Вайт Сокс  | 4:2           |
| 1963    | Не гралася          | Не гралася     | Не гралася            | Не гралася         | Не гралася           | Не гралася           | Нью-Йорк Янкіз    | 4:0           |
| 1965    | Не гралася          | Не гралася     | Не гралася            | Не гралася         | Не гралася           | Не гралася           | Міннесота Твінз   | 4:3           |
| 1966    | Не гралася          | Не гралася     | Не гралася            | Не гралася         | Не гралася           | Не гралася           | Балтимор Оріолз   | 0:4           |
| 1974    | Не гралася          | Не гралася     | Не гралася            | Не гралася         | Піттсбург Пайретс    | 3:1                  | Окленд Атлетикс   | 1:4           |
| 1977    | Не гралася          | Не гралася     | Не гралася            | Не гралася         | Філадельфія Філліз   | 3:1                  | Нью-Йорк Янкіз    | 2:4           |
| 1978    | Не гралася          | Не гралася     | Не гралася            | Не гралася         | Філадельфія Філліз   | 3:1                  | Нью-Йорк Янкіз    | 2:4           |
| 1981    | Не гралася          | Не гралася     | Г'юстон Астрос        | 3:2                | Монреаль Експос      | 3:2                  | Нью-Йорк Янкіз    | 4:2           |
| 1983    | Не гралася          | Не гралася     | Не гралася            | Не гралася         | Філадельфія Філліз   | 1:3                  |                   |               |
| 1985    | Не гралася          | Не гралася     | Не гралася            | Не гралася         | Сент-Луїс Кардиналс  | 2:4                  |                   |               |
| 1988    | Не гралася          | Не гралася     | Не гралася            | Не гралася         | Нью-Йорк Метс        | 4:3                  | Окленд Атлетикс   | 4:1           |
| 1995    | Не гралася          | Не гралася     | Цинциннаті Редс       | 0:3                |                      |                      |                   |               |
| 1996    | Не гралася          | Не гралася     | Атланта Брейвз        | 0:3                |                      |                      |                   |               |
| 2004    | Не гралася          | Не гралася     | Сент-Луїс Кардиналс   | 1:3                |                      |                      |                   |               |
| 2006    | Не гралася          | Не гралася     | Нью-Йорк Метс         | 0:3                |                      |                      |                   |               |
| 2008    | Не гралася          | Не гралася     | Чикаго Кабс           | 3:0                | Філадельфія Філліз   | 1:4                  |                   |               |
| 2009    | Не гралася          | Не гралася     | Сент-Луїс Кардиналс   | 3:0                | Філадельфія Філліз   | 1:4                  |                   |               |
| 2013    | Пропустили          | Пропустили     | Атланта Брейвз        | 3:1                | Сент-Луїс Кардиналс  | 2:4                  |                   |               |
| 2014    | Пропустили          | Пропустили     | Сент-Луїс Кардиналс   | 1:3                |                      |                      |                   |               |
| 2015    | Пропустили          | Пропустили     | Нью-Йорк Метс         | 2:3                |                      |                      |                   |               |
| 2016    | Пропустили          | Пропустили     | Вашингтон Нешналс     | 3:2                | Чикаго Кабс          | 2:4                  |                   |               |
| 2017    | Пропустили          | Пропустили     | Аризона Даймондбекс   | 3:0                | Чикаго Кабс          | 4:1                  | Г'юстон Астрос    | 3:4           |
| 2018    | Пропустили          | Пропустили     | Атланта Брейвз        | 3:1                | Мілвокі Брюерс       | 4:3                  | Бостон Ред Сокс   | 1:4           |
| 2019    | Пропустили          | Пропустили     | Вашингтон Нешналс     | 2:3                |                      |                      |                   |               |
| 2020    | Мілвокі Брюерс      | 2:0            | Сан-Дієго Падрес      | 3:0                | Атланта Брейвз       | 4:3                  | Тампа-Бей Рейз    | 4:2           |
| 2021    | Сент-Луїс Кардиналс | 1:0            | Сан-Франциско Джаєнтс | 3:2                | Атланта Брейвз       | 2:4                  |                   |               |
| 2022    | Пропустили          | Пропустили     | Сан-Дієго Падрес      | 1:3                |                      |                      |                   |               |
| 2023    | Пропустили          | Пропустили     | Аризона Даймондбекс   | 0:3                |                      |                      |                   |               |

1. ↑ Виступали як Бруклін Брайдґрумс
2. ↑ Виступали як Бруклін Супербас
3. ↑ Післясезонне змагання, яке було попередніком сучасної Світової серії (Кубок Chronicle-Telegraph)
4. ↑ Виступали як Бруклін Робінз
5. ↑ Виступали як Бруклін Доджерс
6. ↑ Цей та наступні роки виступали як Лос-Анджелес Доджерс